# Corydon (Iowa)
Corydon – miasto w Stanach Zjednoczonych, w stanie Iowa, w hrabstwie Wayne.

## Demografia
Zgodnie ze spisem statystycznym z 2000 roku, miasto liczyło 1591 mieszkańców. W 2023 roku liczba mieszkańców spadła nieznacznie do 1537 osób, a gęstość zaludnienia poniżej 427 osób/km².